# Луизијана
Луизијана (енгл. Louisiana; фр. Louisiane; фран. креол. Lwizyàn) држава је на југу САД.  По површини је на 31. а по броју становника на 25. месту међу државама САД. Главни град је Батон Руж а највећи је Њу Орлеанс. Луизијана је једина држава САД подељена на парохије, које су еквиваленти окрузима у осталим деловима САД.
Значајан део Луизијане покривен је седиментима које је донео Мисисипи, стварајући огромне делте и широке области мочвара уз обалу. Оне су богате разноврсним биљним и животињским врстама; карактеристичне примери су птице као што је ибис и бела чапља. Такође, присутне су многобројне врсте жаба, и рибе као што је јесетра и веслокљунка. На већој надморској висини налазе се велике површине под шумама бора и саване. Тамо се налази изузетно велики број разноврсних биљака, међу којима су и бројне врсте орхидеја и биљака месождерки.
Добар део урбаног подручја Луизијане карактерише мултикултурно и вишејезичко наслеђе. Разлог томе је јак утицај француске, шпанске, индијанске, и афричке културе у 18. веку. Пре него што су САД купиле ову област, садашња држава Луизијана била је и шпанска и француска колонија. Ту треба додати и довођење великог броја робова из западне Африке у 18. веку. Након Америчког грађанског рата, Американци англосаксонског порекла су подстицали англизацију, те је 1915. енглески језик постао једини службени језик у Луизијани.

## Порекло имена
Луизијана је добила име по Лују XIV, француском краљу које је владао од 1643. до 1715. године. Када је Рене Робер Кавелије прогласио територију у сливу реке Мисисипи француском, назвао ју је La Louisiane, што значи Лујева земља. Као део Француског царства, Територија Луизијана простирала се од данашњег залива Мобил до подручја мало севернијег од данашње границе између САД и Канаде.

## Географија
Луизијана се граничи на западу са Тексасом, на северу са Арканзасом, на истоку са државом Мисисипи, и на југу са Мексичким заливом. Држава се може поделити на 2 дела, тако да су на северу висоравни, док су на југу алувијалне равни.
Држава такође има надлежност над отприлике 3 mi (4,8 km) (4,8 km) ширине подводног дела Мексичког залива. То је значајно мање у односу на оближње државе којима је додељена надлежност у ширини од 9 mi (14 km) (14 km) заливске обале.
Јужни део Луизијане погођен је најбржим нестајањем обале у целом свету. То је у великој мери резултат лошег људског управљања обалом.

## Клима
Луизијана има влажну суптропску климу, вероватно најкласичнији пример суптропске климе од свих јужноцентралних држава. Карактеришу је дуга, топла и влажна лета, као и кратке и благе зиме.
Луизијана је често погођена тропским циклонима, а поготово је тешко погођена ударима великих урагана, нарочито у нижим деловима око Њу Орлеанса.

## Историја
Луизијана, територија коју су САД купиле од Француске 1803. за 15 милиона долара. Протезала се од реке Мисисипи до Стеновитих планина и до Мексичких залива до Британске Америке (Канада). Године 1762, Француска је уступила територију Луизијане западно од реке Мисисипи Шпанији, али Шпанија ју је вратила Француској 1800. године. Узнемирен овим потенцијалним јачањем француских власти, председник Томас Џеферсон запретио је да ће образовати коалицију с Британијом.
Наполеон је потом Америци продао целу територију Луизијане, иако су њене границе остале недефинисане; њена северозападна и југозападна граница није установљена све до 1818-1819. Куповина је удвостручила територију САД.

## Демографија
| 1900.     | 1910.     | 1920.     | 1930.     | 1940.     | 1950.     | 1960.     | 1970.     | 1980.     | 1990.     | 2000.     | 2010.     |
| --------- | --------- | --------- | --------- | --------- | --------- | --------- | --------- | --------- | --------- | --------- | --------- |
| 1.381.625 | 1.656.388 | 1.798.509 | 2.101.593 | 2.363.516 | 2.683.516 | 3.257.022 | 3.641.306 | 4.205.900 | 4.219.973 | 4.468.976 | 4.533.372 |

Процењује се да Луизијана има 4.601.893 становника према попису становника из 2012. године. То представља раст од 1,5% од претходног пописа из 2010. године.
Густина насељености у држави износи 104,9 људи по квадратној миљи.

### Расе и националности
Према попису из 2010. структура становништва Луизијане:
1. Бели Американци - 63,7%
2. Афроамериканци - 32,4%
3. Азијати - 1,7%
4. Домородачки Американци - 0,7%
5. Друге расе - 0,1%

Главне групе предака у Луизијани представљају:Французи (16,8%), Американци (9,5%), Немци (8,3%), Ирци (7,5%), Енглези (6,6%), Италијани (4,8%) и Шкоти (1,1%)

### Језик
Према попису из 2000. године (13)особе старије од пет година говоре:
- 90,8% говори само енглески
- 4,7% говори француски
- 2,5% говори шпански
- 0,6% говори вијетнамски
- 0,2% говори немачки

Постоји неколико различитих дијалеката француског, креоле и енглеског језика. Тренутно de facto признати језици у администрацији су енглески и француски.

### Религија
Верска припадност:
1. Протестанти (60%),
2. Католици (28%),
3. Јеховини сведоци (1%),
4. Муслимани (1%),
5. Будисти (1%),
6. Хиндуисти (0,5%),
7. Јевреји (0,5%),
8. Атеисти (8%)

### Највећи градови
| Њу Орлеанс Батон Руж | 1.  | Њу Орлеанс   | 343.829 | Шривпорт Метари |
| Њу Орлеанс Батон Руж | 2.  | Батон Руж    | 229.493 | Шривпорт Метари |
| Њу Орлеанс Батон Руж | 3.  | Шривпорт     | 199.311 | Шривпорт Метари |
| Њу Орлеанс Батон Руж | 4.  | Метари       | 138.481 | Шривпорт Метари |
| Њу Орлеанс Батон Руж | 5.  | Лафајет      | 120.623 | Шривпорт Метари |
| Њу Орлеанс Батон Руж | 6.  | Лејк Чарлс   | 71.993  | Шривпорт Метари |
| Њу Орлеанс Батон Руж | 7.  | Кенер        | 66.702  | Шривпорт Метари |
| Њу Орлеанс Батон Руж | 8.  | Божер Сити   | 61.315  | Шривпорт Метари |
| Њу Орлеанс Батон Руж | 9.  | Монро        | 48.815  | Шривпорт Метари |
| Њу Орлеанс Батон Руж | 10. | Александрија | 47.723  | Шривпорт Метари |

## Закон и влада
Од 1849. године главни град се из Њу Орлеанса помера у Батон Руж. Скупштина Луизијане, као и седиште гувернерс се такође налазе у Батон Ружу.

##### Административне јединице
Луизијана је подељена на 64. парохије (оне представљају еквивалент окрузима)

##### Грађански закон
Политичка и законска структура Луизијане задржала је неколико елемената из времена Француске и Шпанске владавине. Један од појмова који се и данас користи је „парохија“ (од француског термина "paroisse") уместо речи округ која се користи у другим државама. Законодавство је засновано на Француском, Немачком и Шпанском грађанском праву, које се угледа на Римско право које је у супротности са енглеским „Обичаjним правом“.

## Култура

##### Креолска култура
Креолска култура представља мешавину француске, шпанске, афричке и домородачке културе. Реч креол потиче од португалског појма "crioulo" која означава роба афричког порекла рођеног у Новом свету. Први документ који садржи у свом тексту реч Креоле потиче из 1782. године и односи се на роба. Данас потомци робова као и слободних људи, Француза, Шпанаца и домородачких Американаца себе називају Креолци. Они се углавном повезују са области Њу Орлеанс, где их и живи највише.

##### Кејџунска култура
Кејџуни (од фр. Cadien - Акађани) потичу из централних и западних делова Француске. Они су се одатле раселили у Њу Брансвик, Нову Шкотску и Канаду познатију под називом Акадија. Када су Британци освојили те територије од Француске, раселили су локално становништво. Већина тог становништва је уточиште нашла у Луизијани.

##### Ислењо култура
Они представљају трећу препознатљиву културу у Луизијани. Ислењоси су потомци Шпанаца са Канарских острва, који су емигрирали у Луизијану средином 1770. године. Највећа популација Ислењоса данас је концентрисана у парохији Св. Бернард.